# Changnienia
Changnienia is een monotypisch geslacht uit de orchideeënfamilie, onderfamilie Epidendroideae.
De enige soort in dit geslacht, Changnienia amoena, is afkomstig uit centraal- en zuidelijk China.

## Naamgeving en etymologie
Het geslacht Changnienia is vernoemd naar de ontdekker van de typesoort Chang Nien Chen, voormalig botanicus aan de Academica Sinica.

## Kenmerken
Aangezien Changnienia een monotypisch geslacht is, wordt het volledig beschreven door zijn enige vertegenwoordiger, Changnienia amoena. Zie aldaar.

## Taxonomie
Changnienia wordt tegenwoordig samen met de geslachten Calypso en Corallorhiza en nog enkele ander tot de tribus Calypsoeae gerekend.
Het is een monotypisch geslacht met slechts één soort:
- Changnienia amoena S.S.Chien (1935)

Geslachten: Aplectrum · Calypso · Changnienia · Corallorhiza · Cremastra · Dactylostalix · (Didiciea) · Ephippianthus · Govenia · Oreorchis · Tipularia · Yoania · Wullschlaegelia